# Cattedrali nella Repubblica Democratica del Congo

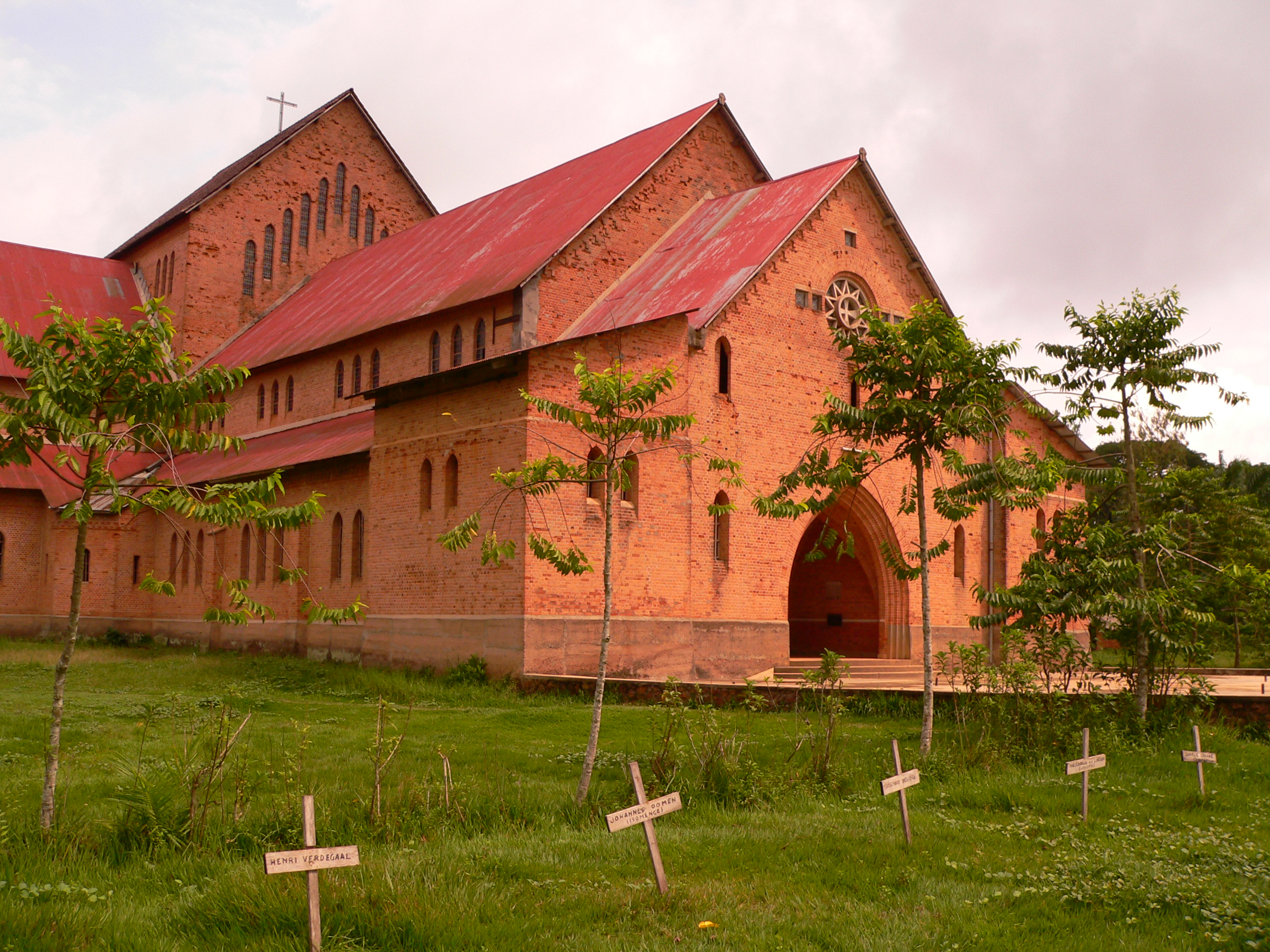
Cattedrale dei Santi Pietro e Paolo (Basankusu)

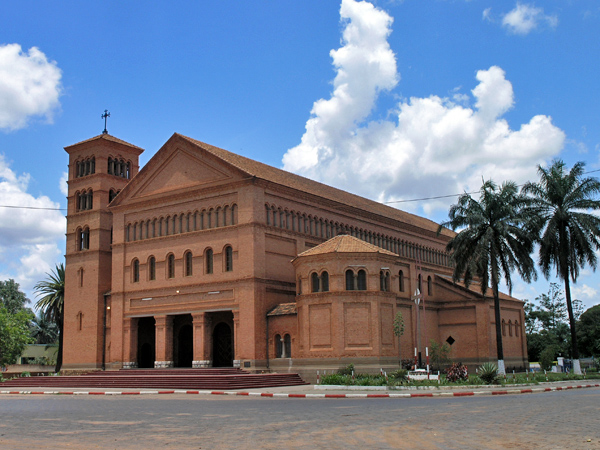
Cattedrale dei Santi Pietro e Paolo (Lubumbashi)

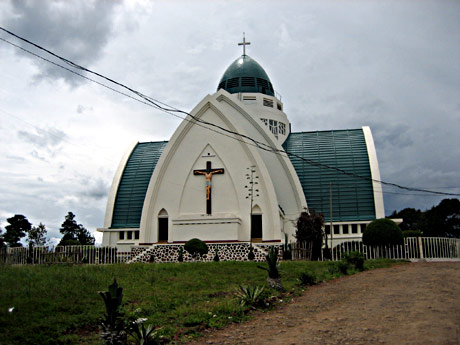
Cattedrale di Nostra Signora della Pace (Bukavu)

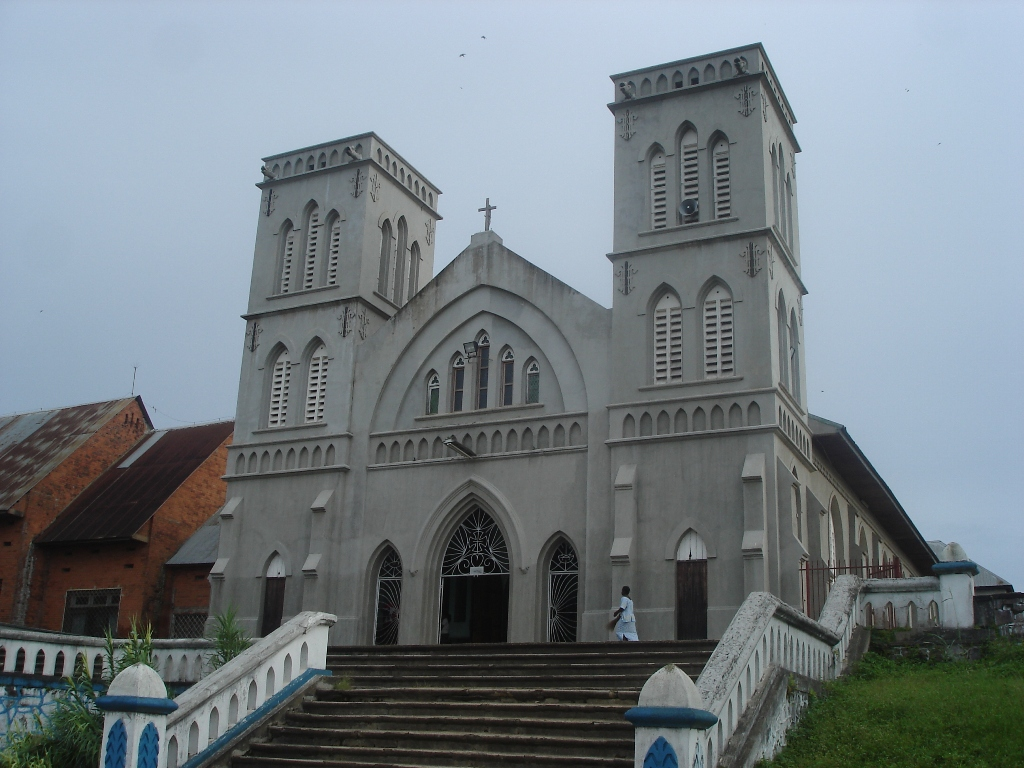
Cattedrale di Nostra Signora del Rosario (Kisangani)

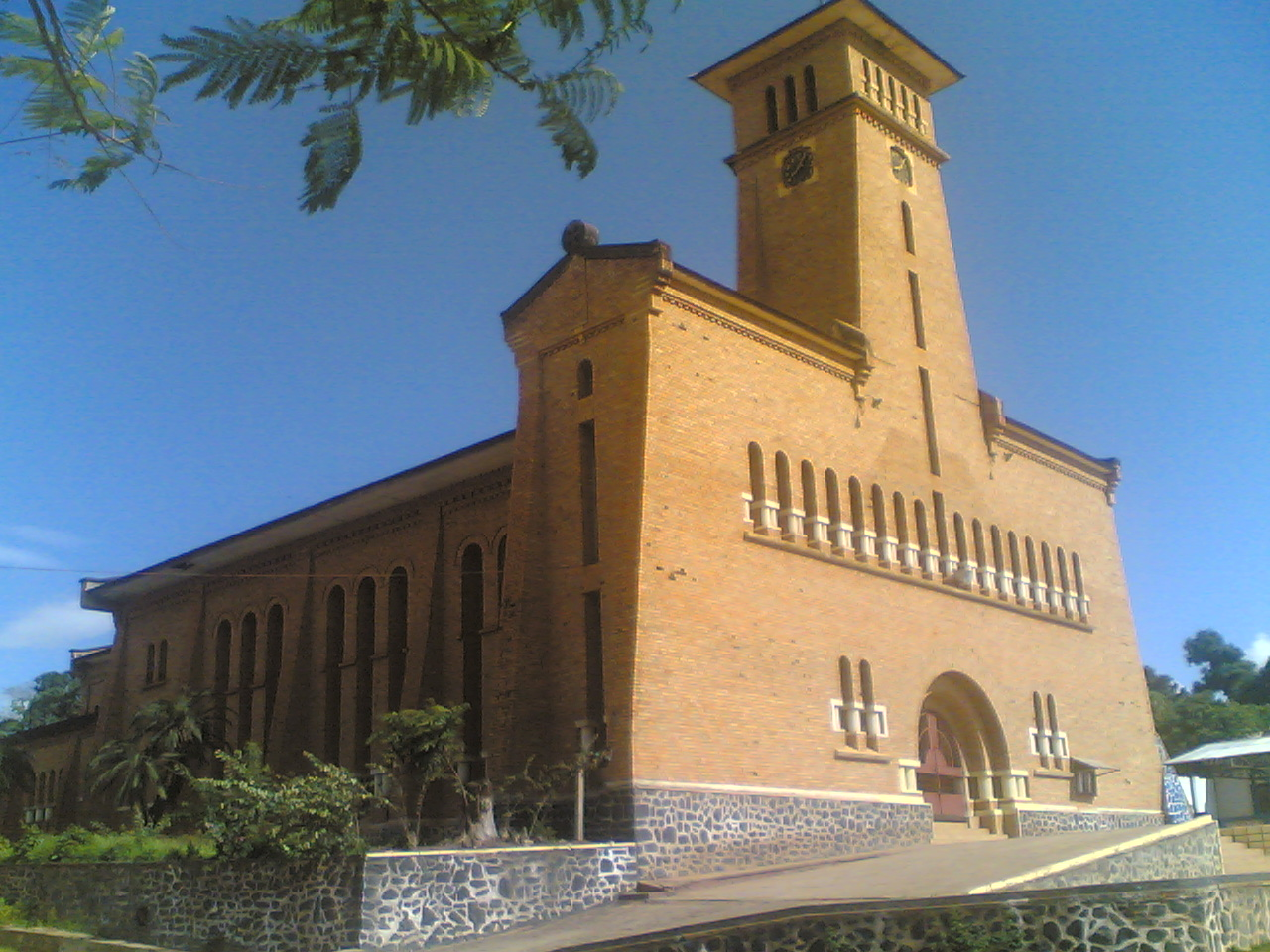
Cattedrale di Nostra Signora Assunta (Boma)

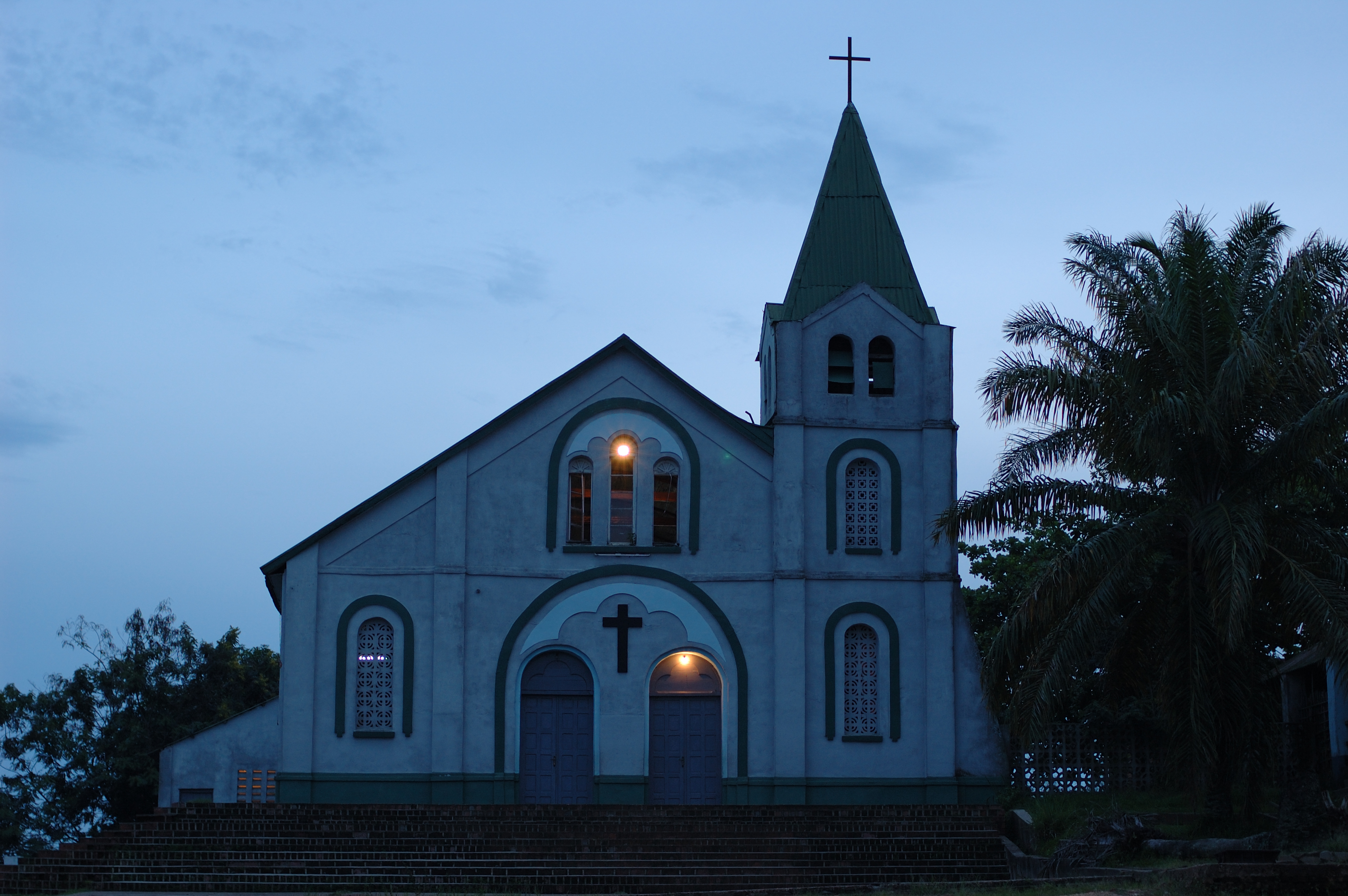
Cattedrale dello Spirito Santo (Kindu)

Questa è una lista delle cattedrali nella Repubblica Democratica del Congo.

## Cattedrali cattoliche
| Cattedrale                                                 | Arcidiocesi o Diocesi          | Località   |
| ---------------------------------------------------------- | ------------------------------ | ---------- |
| Cattedrale dei Santi Pietro e Paolo                        | Diocesi di Basankusu           | Basankusu  |
| Cattedrale di Maria Regina d'Africa                        | Diocesi di Bokungu-Ikela       | Bokungu    |
| Cattedrale di Nostra Signora Assunta                       | Diocesi di Boma                | Boma       |
| Cattedrale della Santa Croce                               | Diocesi di Bondo               | Bondo      |
| Cattedrale di Nostra Signora                               | Diocesi di Budjala             | Budjala    |
| Cattedrale di Nostra Signora della Pace                    | Arcidiocesi di Bukavu          | Bukavu     |
| Cattedrale di Nostra Signora delle Grazie                  | Diocesi di Bunia               | Bunia      |
| Cattedrale di San Giuseppe                                 | Diocesi di Buta                | Buta       |
| Cattedrale di Sant'Andrea                                  | Diocesi di Butembo-Beni        | Butembo    |
| Cattedrale dei Martiri dell'Uganda                         | Diocesi di Dungu-Doruma        | Dungu      |
| Cattedrale di San Giuseppe                                 | Diocesi di Goma                | Goma       |
| Cattedrale di San Kizito                                   | Diocesi di Idiofa              | Idiofa     |
| Cattedrale di Sant'Alberto                                 | Diocesi di Inongo              | Inongo     |
| Cattedrale di Maria Mediatrice                             | Diocesi di Isangi              | Isangi     |
| Cattedrale di Santa Teresa di Gesù Bambino                 | Diocesi di Isiro-Niangara      | Isiro      |
| Cattedrale di San Martino                                  | Diocesi di Kabinda             | Kabinda    |
| Procattedrale di Cristo Re                                 | Diocesi di Kalemie-Kirungu     | Kalemie    |
| Cattedrale di San Giuseppe                                 | Diocesi di Kalemie-Kirungu     | Kirungu    |
| Cattedrale di Santa Teresa di Gesù Bambino                 | Diocesi di Kamina              | Kamina     |
| Cattedrale di San Giuseppe Mikalayi                        | Arcidiocesi di Kananga         | Kazumba    |
| Procattedrale di San Clemente                              | Arcidiocesi di Kananga         | Kananga    |
| Cattedrale di San Carlo Borromeo                           | Diocesi di Kasongo             | Kasongo    |
| Cattedrale di Beata Anuarite                               | Diocesi di Kenge               | Kenge      |
| Cattedrale di San Francesco Saverio                        | Diocesi di Kikwit              | Kikwit     |
| Cattedrale di Sant'Andre                                   | Diocesi di Kilwa-Kasenga       | Kilwa      |
| Concattedrale della Santa Croce                            | Diocesi di Kilwa-Kasenga       | Kasenga    |
| Cattedrale dello Spirito Santo                             | Diocesi di Kindu               | Kindu      |
| Cattedrale di Nostra Signora                               | Arcidiocesi di Kinshasa        | Kinshasa   |
| Cattedrale di Nostra Signora del Rosario                   | Arcidiocesi di Kisangani       | Kisangani  |
| Cattedrale di Nostra Signora dei Sette Dolori              | Diocesi di Kisantu             | Kisantu    |
| Cattedrale Regina Pacis                                    | Diocesi di Kole                | Kole       |
| Cattedrale di Santa Barbara e Sant'Eligio                  | Diocesi di Kolwezi             | Kolwezi    |
| Cattedrale del Sacro Cuore di Maria                        | Diocesi di Kongolo             | Kongolo    |
| Cattedrale di Sant'Ermete                                  | Diocesi di Lisala              | Lisala     |
| Cattedrale di San Giovanni Battista                        | Diocesi di Lolo                | Lolo       |
| Cattedrale dei Santi Pietro e Paolo                        | Arcidiocesi di Lubumbashi      | Lubumbashi |
| Cattedrale di San Giovanni Battista                        | Diocesi di Luebo               | Luebo      |
| Cattedrale di San Vincenzo                                 | Diocesi di Luiza               | Luiza      |
| Cattedrale di Nostra Signora di Lourdes                    | Diocesi di Mahagi-Nioka        | Mahagi     |
| Cattedrale di Santa Barbara                                | Diocesi di Manono              | Manono     |
| Cattedrale di Nostra Signora Mediatrice di tutte le Grazie | Diocesi di Matadi              | Matadi     |
| Cattedrale di Sant'Eugenio                                 | Arcidiocesi di Mbandaka-Bikoro | Mbandaka   |
| Cattedrale dei Santi Vincenzo e Paolo                      | Arcidiocesi di Mbandaka-Bikoro | Bikoro     |
| Cattedrale di San Giovanni Battista di Bonzola             | Diocesi di Mbujimayi           | Mbuji-Mayi |
| Cattedrale di Sant'Antonio di Padova                       | Diocesi di Molegbe             | Molegbe    |
| Cattedrale di San Martino                                  | Diocesi di Mweka               | Mweka      |
| Cattedrale della Sacra Famiglia                            | Diocesi di Popokabaka          | Popokabaka |
| Cattedrale del Sacro Cuore                                 | Diocesi di Sakania-Kipushi     | Kafubu     |
| Cattedrale di San Giacomo                                  | Diocesi di Tshilomba           | Tshilomba  |
| Cattedrale di Santa Maria                                  | Diocesi di Tshumbe             | Tshumbe    |
| Cattedrale di San Paolo                                    | Diocesi di Uvira               | Uvira      |
| Cattedrale di San Giuseppe                                 | Diocesi di Wamba               | Wamba      |

## Cattedrale greco-ortodossa
| Cattedrale                         | Arcidiocesi o Diocesi            | Località   |
| ---------------------------------- | -------------------------------- | ---------- |
| Cattedrale di San Nicola           | Arcidiocesi dell'Africa Centrale | Kinshasa   |
| Cattedrale ortodossa di Lubumbashi | Arcidiocesi del Katanga          | Lubumbashi |